# تلمبه زینلی
تلمبه زینلی یک منطقهٔ مسکونی در ایران است که در دهستان قره‌بلاغ (فسا) واقع شده‌است.